# Горбенко Галина Василівна
Галина Василівна Горбенко (нар. 15 травня 1961, м. Заліщики, Тернопільська область) — кандидатка педагогічних наук, доцент. Директорка Інституту журналістики Київського університету імені Бориса Грінченка. Членкиня Національної спілки журналістів України.

## Життєпис
У 1983 році закінчила Чернівецький ордена Трудового Червоного прапора державний університет (нині Чернівецький національний університет ім. Ю. Федьковича) за спеціальністю — «Українська мова і література». У 2003 р. закінчила вищу школу реклами Московської гуманітарно-соціальної академії за спеціальністю «Рекламний менеджмент».
У 2004 році отримала науковий ступінь кандидатки педагогічних наук.
Вчене звання доцента кафедри реклами і зв'язків з громадськістю отримала у 2014 році.
З 2017 року заступниця голови галузевої конкурсної комісії ІІ туру Всеукраїнського конкурсу студентських наукових робіт з галузей знань та спеціальностей із галузі знань «Журналістика».
Горбенко Г. В. є членкинею Національної спілки журналістів України, а також головною редакторкою наукового видання «Інтегровані комунікації».
Авторка більше 30 наукових публікацій, упорядник довідкового видання «Абетка соціальних комунікацій».
У Київському університеті імені Бориса Грінченка працює з 2012 року. З 2012 по 2016 р. була завідувачкою кафедри реклами та зв'язків з громадськістю. З липня 2016 року — директорка Інституту журналістики. У вересні 2016-го року стала однією із засновників та керівників Медіашколи Університету Грінченка.
За період роботи під керівництвом Горбенко Г. В. працює Клуб соціальних комунікацій, який активно функціонує та об'єднує студентів різних напрямів підготовки, надає їм можливість спілкування з провідними фахівцями у галузі реклами і PR. Горбенко Г. В. є організаторкою Київського конкурсу із соціальних комунікацій для старшокласників «Перший раз у PR-клас», метою якого є ознайомлення школярів зі сферою соціальних комунікацій та залучення їх до професії рекламіста та піарника та головою журі Всеукраїнського фестивалю буктрейлерів «Bookfashion» та Всеукраїнського блогер-фесту «Smart-blog». Підготувала більше 30 призерів міжнародних та всеукраїнських фестивалів реклами. Керівниця творчих проектів Інституту журналістики.

## Відзнаки
- Почесна грамота Московського гуманітарного університету за плідну науково-педагогічну діяльність (2004 р.);
- Подяка Інституту реклами за високий професіоналізм, плідну науково-педагогічну діяльність та вагомий внесок у розвиток нових спеціалізацій в освіті (2007 р.);
- Грамота Київського університету імені Бориса Грінченка за розвиток нових напрямів підготовки фахівців та з нагоди Дня працівників освіти (2013 р.);
- Подяка Київського міського голови за плідну педагогічну діяльність, вагомий особистий внесок у розвиток освіти і науки, високий професіоналізм та з нагоди Дня працівників освіти (2015 р.);
- Грамота Київського університету імені Бориса Грінченка за підготовку переможця ІІ туру Всеукраїнського конкурсу студентських наукових робіт з галузі «Соціальні комунікації» та з нагоди Фестивалю науки (2016 р.).
- Почесне звання «Заслужений працівник освіти України» (2021 р.)

## Список публікацій
Навчальні та навчально-методичні посібники
1. Горбенко Г. В. Вплив реклами на стан суспільної моралі в Україні // Журналістика в піарі та піар у журналістиці: посібник. — К.: «Грамота», 2010.
2. Абетка соціальних комунікацій (довідкове видання) ) / укл. Г. В. Горбенко ; за наук. ред. Л. Г. Масімової. — К. : Жнець, 2014. — 152 с.
Статті у періодичних виданнях
1. Горбенко Г. В. О задачах союза молодых рекламистов Украины // Маркетинг и реклама. — 2010. — № 5.
2. Горбенко Г. В.  Проблеми застосування соціальної реклами в управлінні соціальними процесами в Україні // Вісник книжкової палати, 2014. № 3. — К.: Книжкова палата України, 2014. — с. 42-45 (Фахове видання).
3. Горбенко Г. В. Практична підготовка фахівців з реклами: огляд сучасних напрацювань // Вісник Книжкової палати, 2014. — № 9. — С.33-37 (Фахове видання).
4. Горбенко Г. В. Методи оцінюваннята шляхи підвищення ефективності соціальної реклами: теоретичний аспект (тези) / Г. В. Горбенко // Критерії діагностики та методики розрахунку впливу меді: матеріали всеукр. наук.-практ. конф. (Київ, 10 квітня 2014 р.) [наук. ред. В.Різун; упоряд. Т.Скотникова]. — К.: Інститут журналістики, 2014. — C.27-29
5. Горбенко Г. В. Практико-орієнтоване навчання у підготовці бакалаврів реклами і зв'язків з громадськістю / Галина Василівна Горбенко. // Неперервна професійна освіта: теорія і практика. — 2015. — № 4. — С. 64–69.
6. Горбенко Г. В. Розвиток професійних компетентностей бакалаврів реклами і зв'язків з громадськістю / Галина Василівна Горбенко. // Інтегровані комунікації. — 2016. — № 1. — С. 6–10.
7. Горбенко Г. В. Принципи та пріоритети розвитку Інституту журналістики Київського університету імені Бориса Грінченка / Галина Василівна Горбенко. // Інтегровані комунікації. — 2016. — № 2. — С. 116—120.
8. Горбенко Г. В. Результати роботи Інституту журналістики Київського університету імені Бориса Грінченка за 2016—2017 навчальний рік / Галина Василівна Горбенко. // Інтегровані комунікації. — 2017. — № 3. — С. 92–100.